# Kaniks tegelbruk

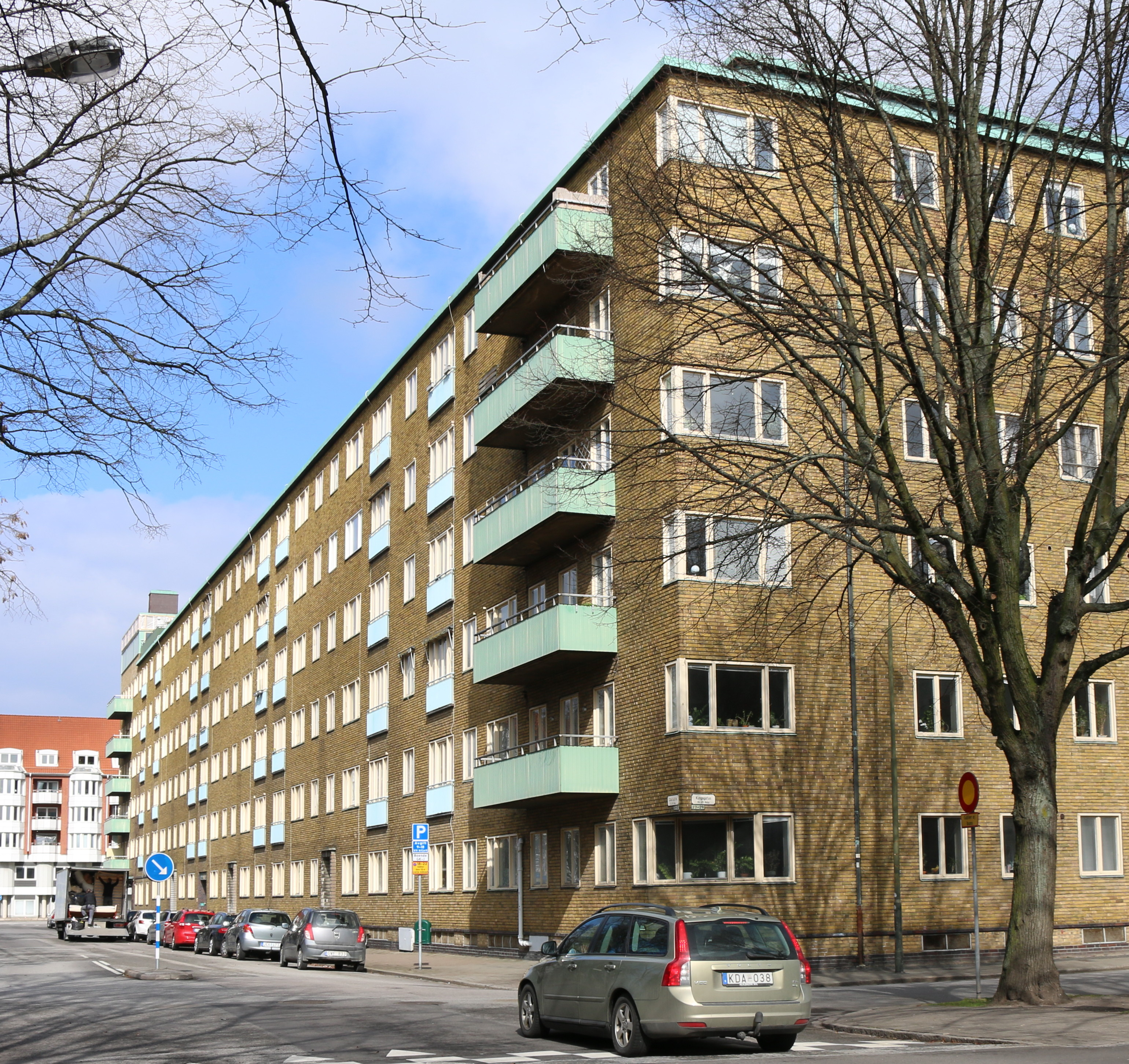
Malmgården i Malmö, murat med tegel från Kaniks tegelbruk 1934

Kaniks tegelbruk var ett svenskt tegelbruk i Flädie socken, numera tillhörande Lomma kommun. Detta tegelbruk tillverkade både rött och gult tegel. Den rödbrännande och gulbrännande leran låg på olika djup i lergraven. Under senare delen av 1900-talet tillverkades även brunt tegel med skifferlera från Helsingborg.
Kaniks tegelbruk grundades 1904 och finansierades av Anders Svensson som ägde AB Anders Svenssons Tegelfabriker i Lomma (1848–1925). Bruket uppfördes av hans brorson Henrik Agaton Svensson (1878-1942). Henrik Agaton Svensson var också bolagets direktör intill sin död 1942.
Till tegelbruket behövde man också lera. Det inköptes ifrån en annan Anders Svensson som bodde på gården Önnerup 8:4. I tidigare historiebeskrivningar har dessa två Anders Svensson blandats ihop. Men Henrik Agaton Svensson fick fortsätta att leva med två Anders Svensson, då han sedan gifte sig med dottern på Önnerup - Karin Svensson - som han fick sina barn tillsammans med.
Söder om Flädie kyrka gick den normalspåriga Lund-Bjärreds järnväg. Vid tegelbrukets anläggande anlades samtidigt en håll- och lastplats vid järnvägen. Det fick sitt namn efter kanikerna vid Lunds domkyrka, som under medeltiden brukat mark i trakten.
År 1911 skaffades en maskin från Tyskland för tillverkning av tegelstenar med ett slutet hålrum inuti.
År 1913 tillverkade 22 arbetare 3 miljoner tegel.
År 1938 hade tegelbruket två ringugnar, 66 personer tillverkade sex miljoner tegelstenar och 156.000 tegelrör.
Kaniks tegelbruk var när produktionen lades ned 2002 Skånes sista tegelbruk av de sammanlagt 278 som varit i produktion sedan 1850-talet.  I Lomma grundades det första tegelbruket 1682, och det fanns som mest tio tegelbruk i kommunen.